# James B. Longacre

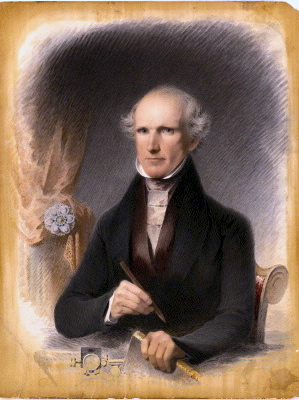
James B. Longacre, Selbstporträt 1845

James Barton Longacre (* 11. August 1794 in Delaware County, Pennsylvania; † 1. Januar 1869) war ein amerikanischer Porträtist und Kupferstecher, der von 1844 bis zu seinem Tode der vierte Chef-Graveur der United States Mint war.

## Werdegang
Im Alter von zwölf Jahren verließ er sein Elternhaus und begann eine Lehre in einer Buchhandlung. Nachdem sein künstlerisches Talent erkannt worden war, wurde er Lehrling bei einem Graveur. Er porträtierte wichtige Persönlichkeiten, darunter den Senator von South Carolina, John C. Calhoun. In New York wurde Longacre 1827, im ersten Jahr nach der Gründung der National Academy of Design, zum Ehrenmitglied (Honorary NA) derselben gewählt.
Nach dem Tod von Christian Gobrecht im Jahr 1844 wurde er dessen Nachfolger als Chef-Graveur in der Münzstätte von Philadelphia. Die Münzstätte wurde anfangs vom Mint Director Robert M. Patterson und Chief Coiner Franklin Peale geführt und es kam zu einem Konflikt zwischen Longacre und seinen Vorgesetzten, nachdem er einen neuen Golddollar und einen Doppeladler entworfen hatte. Er wäre fast entlassen worden, wenn sich nicht Finanzminister William M. Meredith für ihn eingesetzt hätte. Patterson und Peale verließen die Münzstätte in den frühen 1850er Jahren, so dass der Konflikt erlosch.
Nach seinem plötzlichen Tod am Neujahrstag 1869 wurde William Barber sein Nachfolger. Longacres Münzen werden heute sehr geschätzt, obwohl sie gelegentlich wegen des mangelnden Fortschritts kritisiert werden.

## Bekannte Münzen (Auswahl)

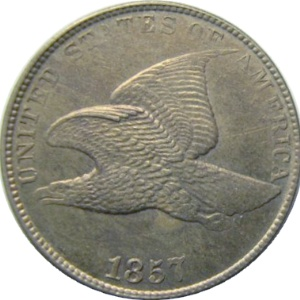
Adler-Cent, 1857
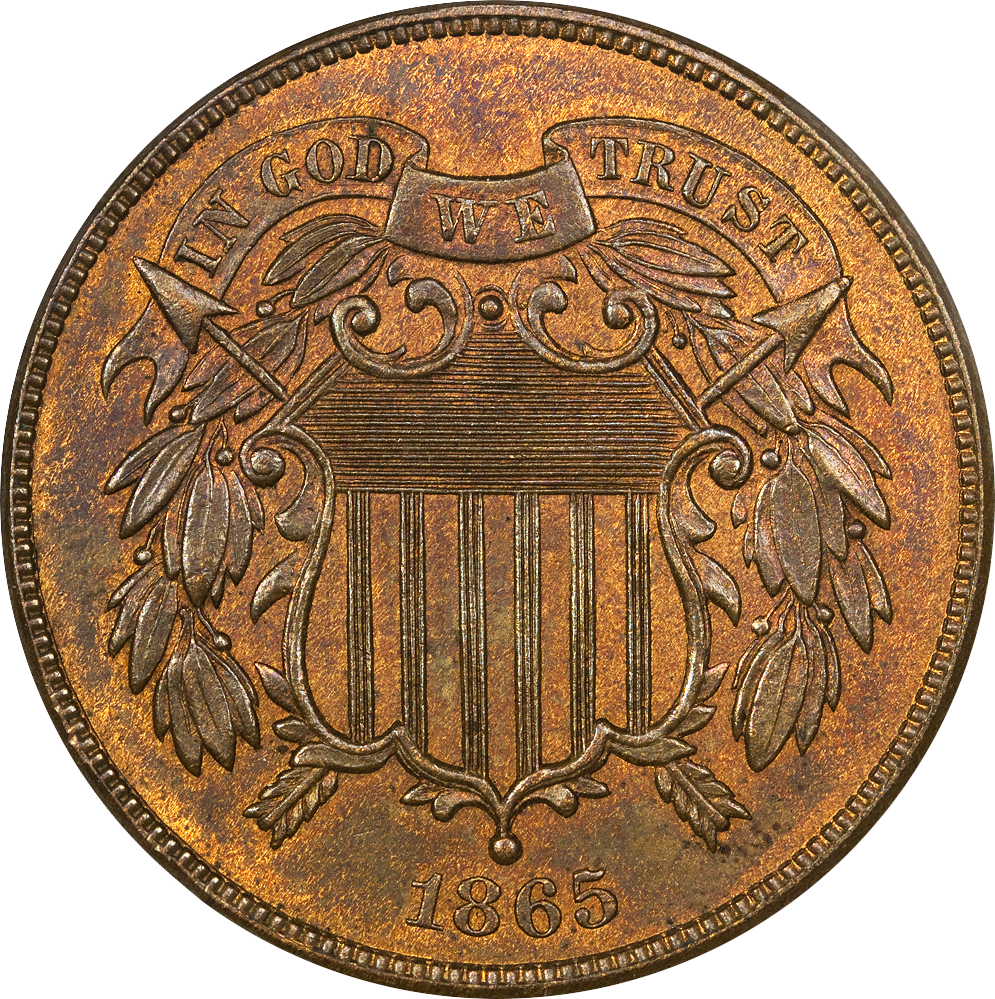
Zwei-Cent-Münze, 1865
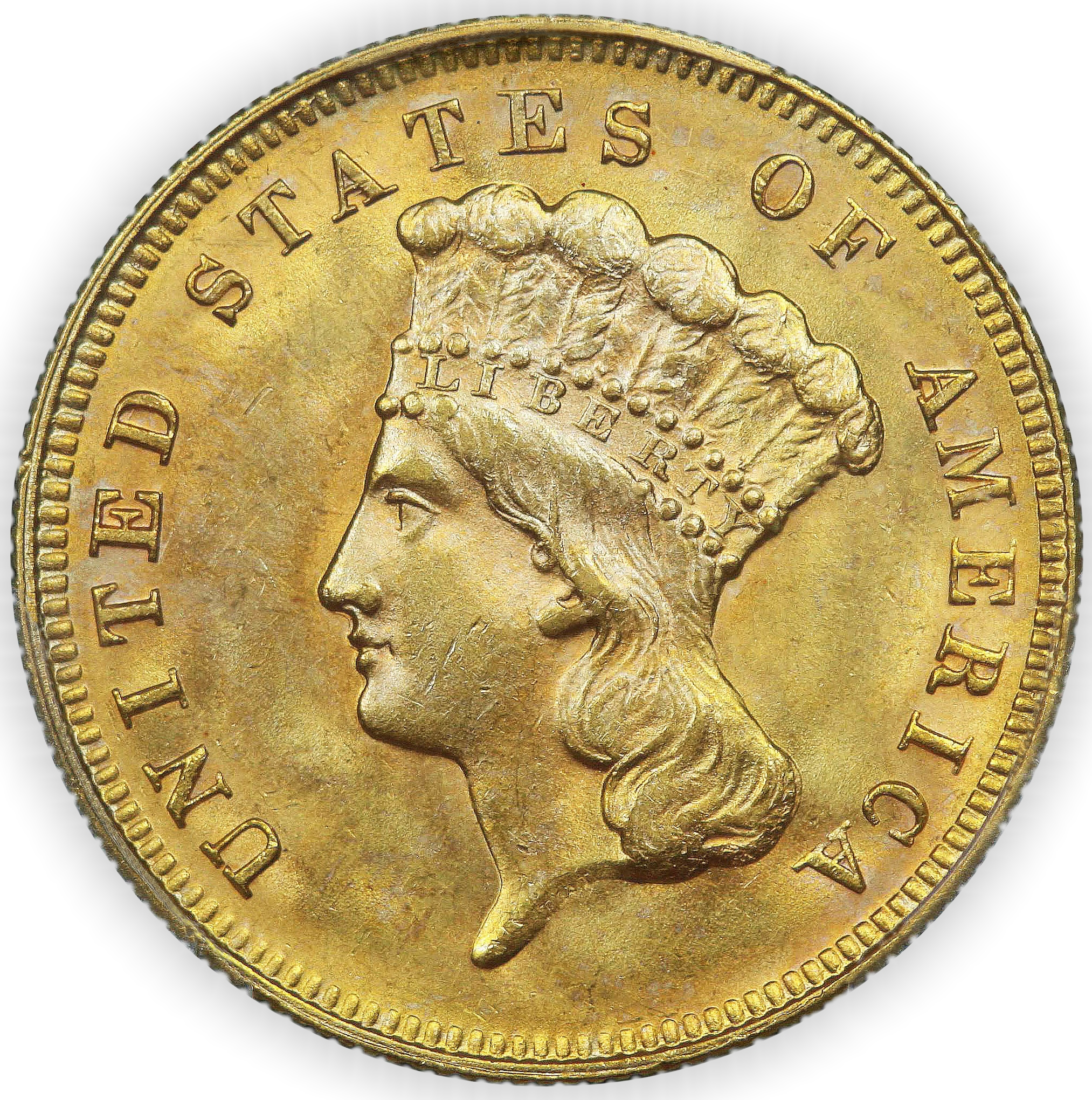
Drei-Dollar-Münze, 1878
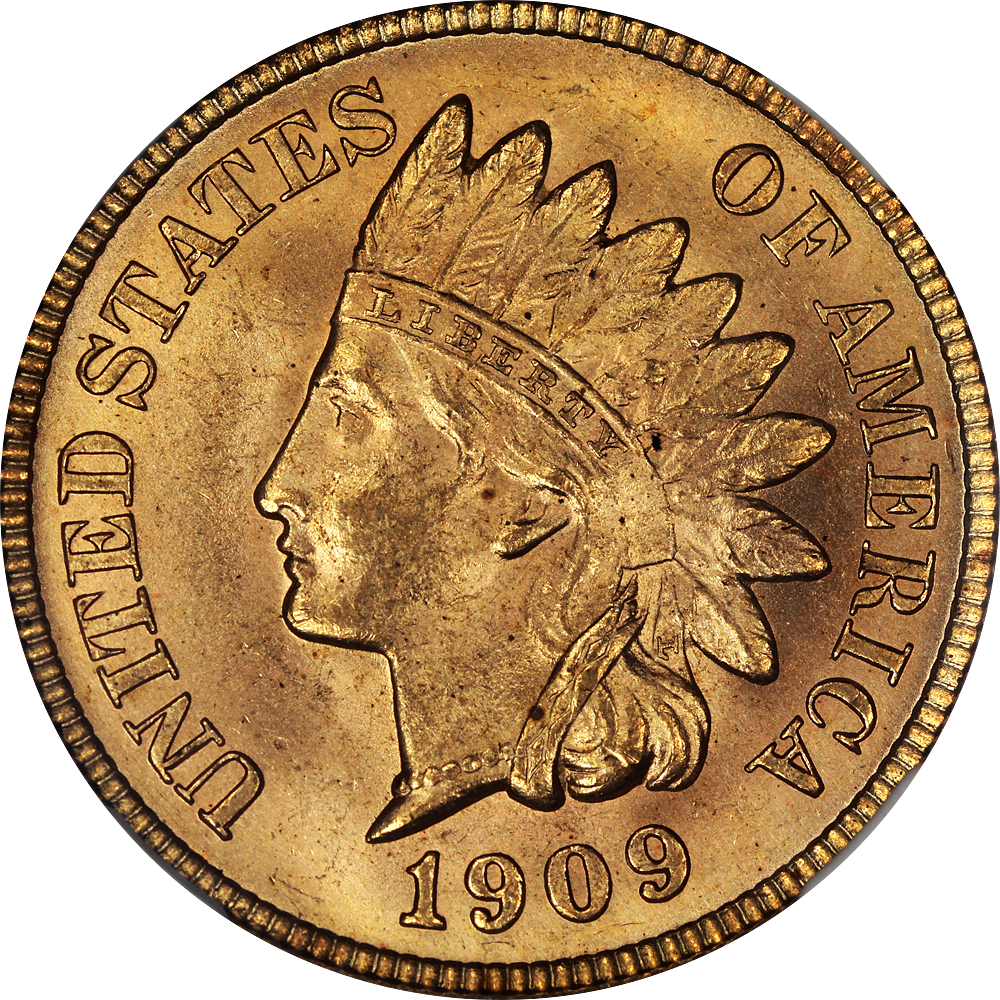
Indianerkopf-Cent, 1909